# Сакин, Роман Ильич
Рома́н Ильи́ч Са́кин (17 марта 1976, Курск) — российский скульптор, современный художник

## Биография
Родился 17 марта 1976 года в Курске. В 1997 году окончил Абрамцевский художественно-промышленный колледж имени В. М. Васнецова. Далее обучался на кафедре монументально-декоративной скульптуры Московской государственной художественно-промышленной академии имени С. Г. Строганова, которую окончил в 2005 году. В 2009 году номинировался на премию Кандинского в номинации «Проект года» с работой «Лес». В 2012 году номинировался на премию Кандинского в номинации «Проект года» с работой «Мастер 3-го разряда». 20 октября 2015 года во внутреннем дворе Третьяковской галереи на Крымском валу была установлена одиннадцатиметровая кинетическая скульптура «Сигнальная башня» по проекту художника.
Живёт и работает в Москве.

## Работы находятся в собраниях
- Московский музей современного искусства, MMOMA
- Музей актуального искусства ART4.RU, Москва.
- Spazio Carbonesi, Болонья

## Персональные выставки
- 2007 — «К. Б.-1». Галерея «АРТСтрелка-projects», Москва.[4]
- 2008 — «Лес». Московский музей современного искусства, Москва.[5]
- 2011 — «Мастер 3-го разряда». Галерея Марата Гельмана, Москва.[6]
- 2014 — «Афинская школа» Pechersky Gallery, Москва.[7]
- 2018 — «Наше время» Галерея «Перелётный кабак», Москва.
- 2022 — «Санаторий сна», Архстояние, Никола-Ленивец[8]

## Участие в групповых выставках
- Роман Сакин на Архстоянии 2022 в локации "Санаторий сна"2005—2007 — «Мастерская». Московский музей современного искусства, Москва.
- 2008 — «Опыт 1». LABORATORIA Art&Science Space, Москва.
- 2009 — «Премия Кандинского». Центральный дом художника, Москва.
- 2009 — «Cliche». Московский музей современного искусства, Москва.
- 2009 — «10 лет Московскому музею современного искусства. Русское искусство 1989—2009 из коллекции музея». Московский музей современного искусства, Москва.
- 2010 — «Erased Walls». ZAMEK, Познань. Freies Museum Berlin, Берлин. SPACE, Братислава.[9]
- 2010 — «Новый формализм». Государственный музей городской скульптуры, Санкт-Петербург.
- 2011 — «Imperfetto». Spazio Carbonesi, Болонья.
- 2011 — «Свобода». Spazio Carbonesi, Болонья.
- 2011 — «Нужное Искусство». ЦПКиО им. М. Горького, Москва.
- 2012 — «Пыль». LABORATORIA Art&Science Space, Москва.[10]
- 2012 — «Премия Кандинского». Кинотеатр Ударник, Москва.[11]